# SM-62 Snark
El Northrop SM-62 Snark fue un modelo temprano de misil de crucero de alcance intercontinental y lanzamiento desde tierra, que podía llevar una cabeza de guerra termonuclear W39. El Snark fue desplegado por el Mando Aéreo Estratégico de la Fuerza Aérea de los Estados Unidos desde 1958 hasta 1961. Representó un paso importante en tecnología armamentística durante la Guerra Fría. El Snark tomó su nombre del personaje "snark" del autor Lewis Carroll.
El misil Snark fue desarrollado para presentar una disuasión nuclear a la Unión Soviética y a otros enemigos potenciales, en un momento en el que los misiles balísticos intercontinentales (ICBM) estaban todavía en desarrollo. El Snark fue el único misil de crucero superficie-superficie de largo alcance que fue desplegado por la Fuerza Aérea de los Estados Unidos. Tras el despliegue de los ICBM, el Snark se volvió obsoleto, y fue retirado del despliegue en 1961.

## Diseño y desarrollo

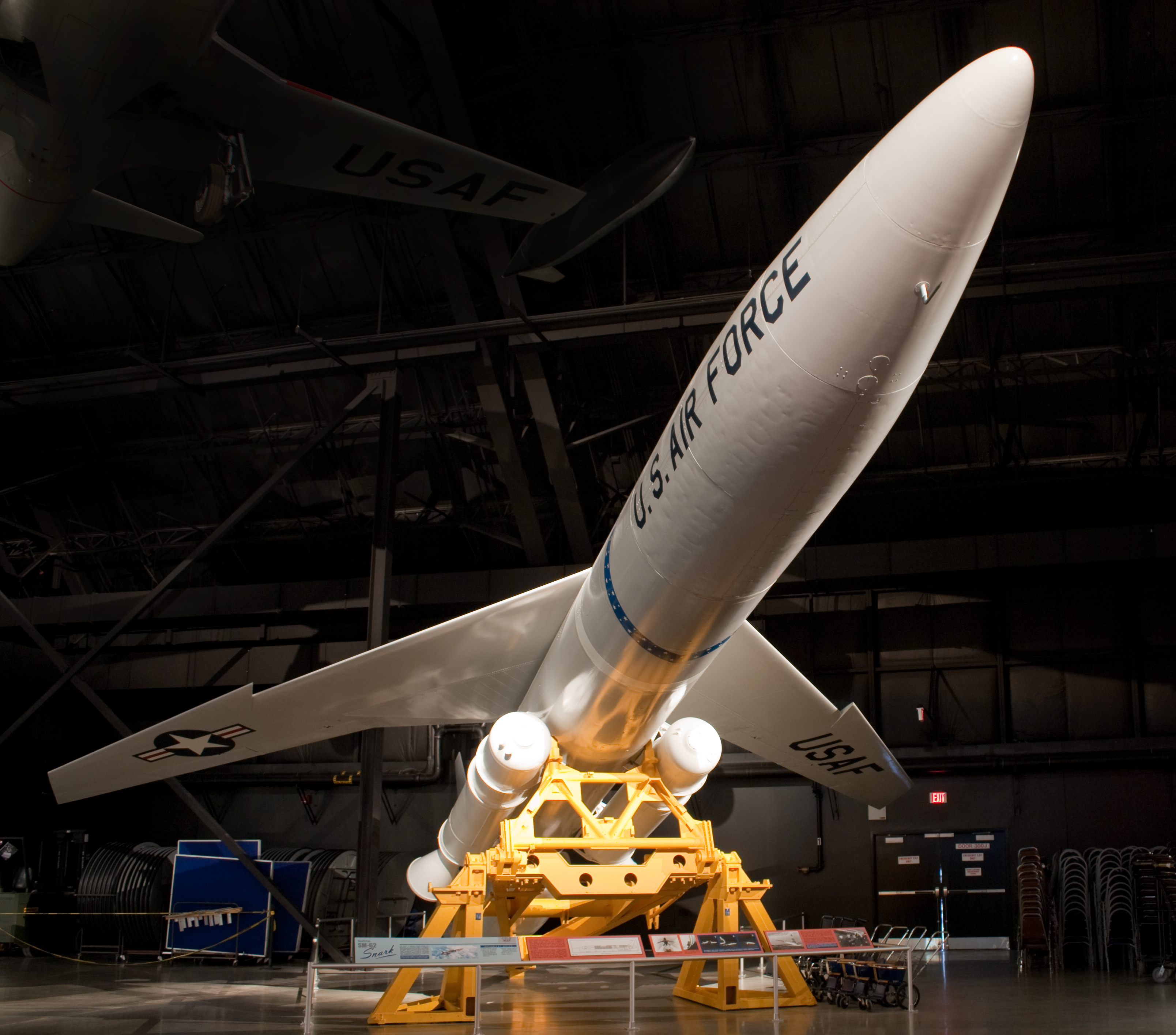
Exhibición en el National Museum of the United States Air Force.

Los trabajos en el proyecto comenzaron en 1946. Inicialmente había diseñados dos misiles, un diseño subsónico (el MX-775A Snark), y uno supersónico (el MX-775B Boojum) (del mismo poema: "El snark era un boojum, como ves"). Reducciones del presupuesto amenazaron al proyecto en su primer año, pero la intervención del general Carl Spaatz de la Fuerza Aérea y el industrial Jack Northrop, salvó el proyecto. A pesar de esto, los fondos adjudicados por el Congreso fueron bajos, y el programa fue perseguido por cambios en las especificaciones. La más temprana fecha de vencimiento en 1953 llegó con el diseño todavía en desarrollo, y el Mando Aéreo Estratégico fue gradualmente dándole menos apoyo. En 1955, el presidente Dwight D. Eisenhower ordenó que se asignase máxima prioridad a los ICBM y a sus programas asociados de misiles guiados.
A pesar de las considerables dificultades con el desarrollo del Snark, y las reservas hacia él desde el Departamento de Defensa, el trabajo de ingeniería continuó.
En 1957, las pruebas del Snark mostraron un error circular probable (CEP) estimado de 17 millas náuticas justas (31,5 km). En 1958, el sistema de navegación celeste usado por el Snark permitió realizar su prueba más precisa, en la que pareció caer corto a cuatro millas náuticas (7,4 km) del blanco. Sin embargo, este aparente fallo fue causado, al menos parcialmente, por las Cartas de Navegación Británicas, usadas para determinar la posición de la Isla Ascensión, que se basaban en determinaciones de posición menos precisas que las que usaba el Snark. El misil cayó donde se encontraría la Isla Ascensión si se hubieran usado métodos de navegación más precisos cuando se desarrolló la carta. Sin embargo, incluso con el CEP reducido, el diseño era notoriamente poco fiable, sufriendo fallos mecánicos la mayoría de las pruebas a miles de millas antes de alcanzar el blanco. Otros factores, como la reducción en la altura operativa de 150 000 a 55 000 pies (46 000 a 17 000 m), y la incapacidad del Snark para detectar contramedidas y realizar maniobras evasivas, también lo hicieron una disuasión estratégica cuestionable.

### Descripción técnica

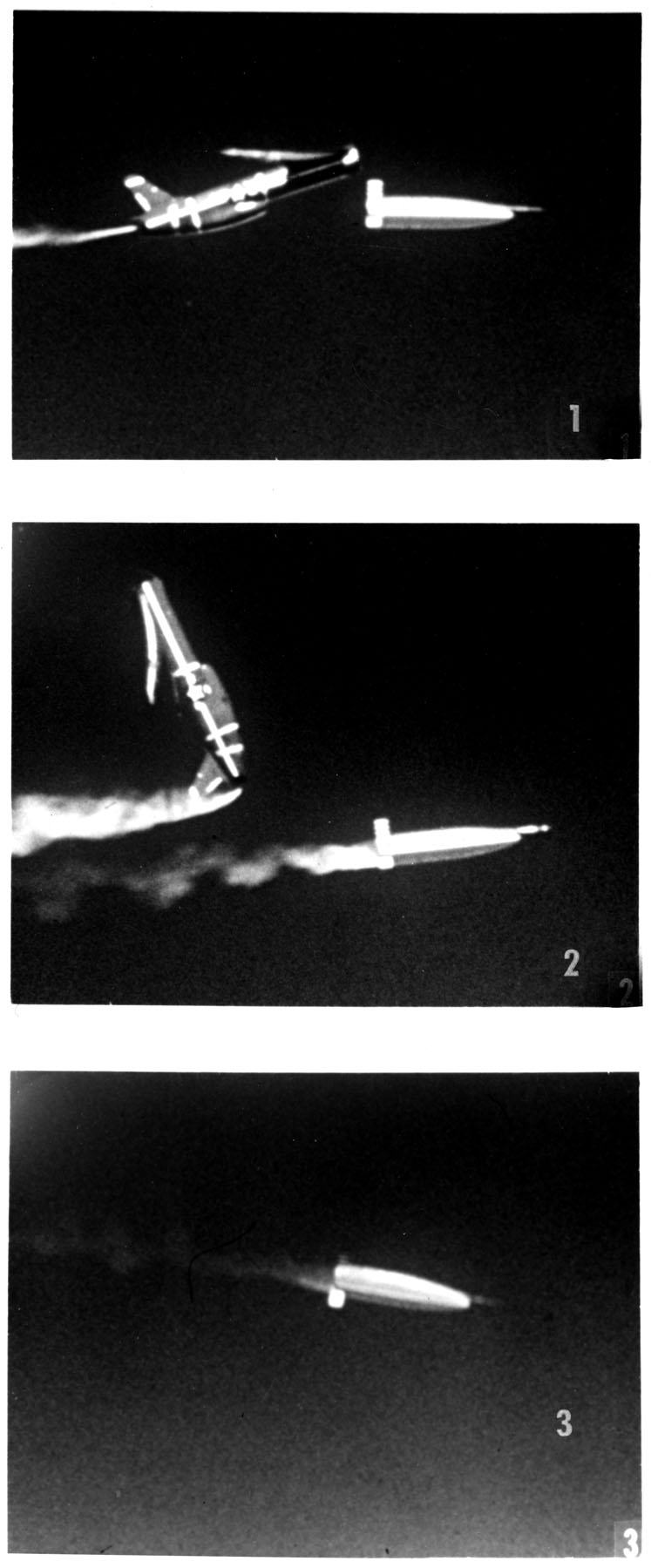
Serie de fotos que muestra la secuencia de separación de la cabeza de guerra.

El misil Snark, de propulsión a reacción y 20,5 m de longitud, tenía una velocidad máxima de cerca de 1046 km/h (650 mph) y un alcance máximo de alrededor de 10 200 km (5500 millas náuticas). Su complicado sistema de navegación celeste le daba un CEP estimado de alrededor de 8000 pies (2,4 km).
El Snark era un misil a reacción, destinado a ser lanzado, desde una plataforma montada sobre un camión, por dos motores cohete aceleradores de combustible sólido. Luego, el Snark cambiaba a un motor turborreactor interno para el resto del vuelo. El motor era un Pratt & Whitney J57, que fue el primer motor a reacción que produjo un empuje de 10 000 libras (44 kN) o más. Como el Snark carecía de una superficie de cola horizontal, usaba elevones como sus superficies de control de vuelo principales, y volaba con un inusual ángulo de morro-arriba durante el vuelo nivelado. Durante la fase final de su vuelo, su cabeza de guerra nuclear se habría separado del fuselaje y luego seguiría una trayectoria balística hacia su blanco. Debido al abrupto cambio del centro de gravedad causado por la separación, el fuselaje habría tenido que realizar una violenta maniobra de elevación para evitar una colisión con la cabeza de guerra.
Una capacidad inusual del misil Snark era su habilidad para volar, desde su punto de lanzamiento, hasta 11 horas, y luego volver para aterrizar. Si su cabeza de guerra no se despegaba de su cuerpo, el Snark podía ser volado repetidamente. Careciendo de tren de aterrizaje, habría sido necesaria una superficie lisa y nivelada para que el Snark se deslizara hasta pararse. Una pista en la Estación de la Fuerza Aérea de Cabo Cañaveral se conoce todavía como la "banda de deslizamiento" ("Skid Strip").

## Historia operacional

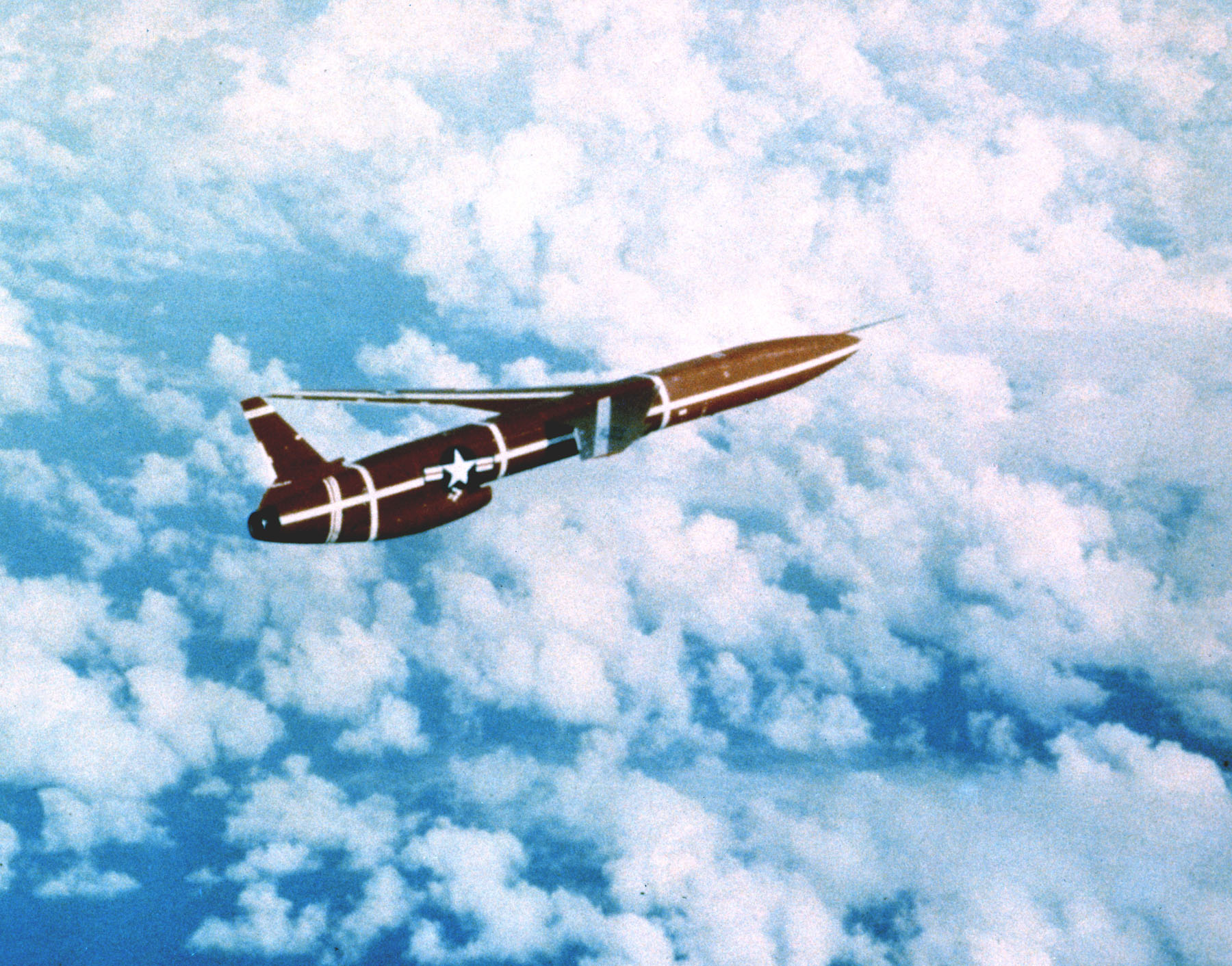
Foto aérea que muestra la actitud de morro-arriba del Snark en vuelo.

En enero de 1958, el Mando Aéreo Estratégico comenzó a aceptar la entrega de misiles Snark en la Base de la Fuerza Aérea Patrick, para entrenamiento, y en 1959, fue formada la 702d Strategic Missile Wing. Múltiples lanzamientos fallidos llevaron a describir la zona del Océano Atlántico frente a Cabo Cañaveral como "aguas infestadas de Snark".
El 27 de mayo de 1959, la Presque Isle Air Force Base, Maine, la única base de misiles Snark, recibió su primer misil. Diez meses más tarde, el 18 de marzo de 1960, un misil Snark pasó al estado de alerta. Se sabe que fueron desplegados un total de 30 Snark.
El 702nd Wing no fue declarada totalmente operativa hasta febrero de 1961. En marzo de 1961, el presidente John F. Kennedy declaró que el Snark era "obsoleto y de un valor militar marginal", y el 25 de junio de 1961, la 702nd Wing fue desactivada.
Muchos entre los militares estadounidenses se sorprendieron de que el Snark, por su dudoso sistema de guía, estuviera alguna vez operativo. Se perdieron muchos en los vuelos de prueba. Un misil lanzado en 1956 se fue tanto de la trayectoria que aterrizó en la zona nororiental de Brasil, donde fue encontrado en 1983. Muchos de los implicados en el programa comentaban en broma "...que el Caribe estaba lleno de "aguas infestadas de Snark"".

## Variantes
MX-775A Snark
Designación del proyecto de diseño, misil de crucero subsónico.
N-25
Designación de la compañía de la versión inicial, motor Allison J33-A-31.
N-69
Designación de la compañía de la siguiente versión mejorada y modificada, motor Allison J71.
SSM-A-3
Designación dada por la USAF al N-25, en 1947.
B-62
Designación dada por la USAF al N-69, en 1951.
RB-62
Versión proyectada de reconocimiento, no construida.
SM-62
Designación dada por la USAF al B-62, en 1955.
RSM-62
Designación dada por la USAF al RB-62, en 1955.

## Operadores
Estados Unidos
- Fuerza Aérea de los Estados Unidos

## Supervivientes
- Air Force Space & Missile Museum, Estación de la Fuerza Aérea de Cabo Cañaveral, Florida. Este artefacto original está en almacenamiento en el Hangar R en la Cape Canaveral AFS y no puede ser contemplado por el público general.
- Museo Nacional de la Fuerza Aérea de Estados Unidos, Wright-Patterson AFB (Ohio), Dayton (Ohio).
- Strategic Air and Space Museum, adjunto a la Offutt AFB, Ashland (Nebraska).
- Hill Air Force Base, Ogden, Utah.
- Museo Nacional de Ciencia e Historia Nuclear, adjunto a la Kirtland AFB, Albuquerque, Nuevo México.

## Aeronaves relacionadas

### Desarrollos relacionados
- MGM-13 Mace

### Aeronaves similares
- North American SM-64 Navaho
- Vought SSM-N-9 Regulus II

### Secuencias de designación
- Secuencia N-_ (interna de Northrop): ← N-21 - N-23 - N-24 - N-25A - N-25B - N-26 - N-29 -- N-65 - N-67 - N-68 - N-69 - N-71 - N-72 - N-73 - N-74 - N-81 -- N-103 - N-105 - N-110 - N-111 - N-112 - N-117 - N-124 - N-132 - N-133 - N-134 - N-135 - N-138 - N-141 →
- Secuencia SSM-_ (Cohetes y misiles de la USAF, 1947-1951): SSM-A-1 - SSM-A-2 - SSM-A-3 - SSM-A-4 - SSM-A-5 - SSM-A-6
- Secuencia B-_ (Bombarderos del USAAC/USAAF/USAF, 1926-1962): ← B-59 - B-60 - B-61 - B-62 - B-63 - B-64 - B-65 →
- Secuencia _M-_ (Cohetes y misiles de la USAF, 1955-1962): TM-61 - SM-62 - GAM-63 - SM-64 - SM-65 →